# Шмук Олександр Олександрович
Олекса́ндр Олекса́ндрович Шмук (1886–1945) — російський і радянський вчений у галузі агрономічної та органічної хімії, хімії тютюну та його переробки.

## Життєпис
Народився 28 жовтня (9 листопада) 1886 року в Москві. У 1914 році закінчив Московський сільськогосподарський інститут. У 1913—1918 роках працював там же асистентом. У 1919—1921 роках викладав агрохімію в Донському університеті (з 1920 року професор).
З 1922 року працював у Всесоюзному інституті тютюнової та махорочної промисловості: директор (1922—1928), заступник директора (1928—1931), завідувач хімічного сектору (1932—1937), з 1937 року заступник директора промислової філії з наукової частини. Одночасно в 1921—1935 роках професор агрохімії Краснодарського сільськогосподарського інституту.
Одночасно з Ю. О. Габелем і Г. І. Кіпріановим, але незалежно від них, встановив закономірність між якістю тютюну і лужністю тютюнового диму. Створив точний метод кількісного визначення органічних кислот тютюну. Розробив промислову технологію отримання нікотину, лимонної і яблучної кислот з тютюну і махорки. Дав характеристику різних видів тютюну, встановив закономірності зміни хімічного складу сортів тютюну при гібридизації. З'ясував вплив аценафтену на поділ ядра клітини і виникнення поліплоїдії.
Помер 25 січня 1945 року в Москві.
Автор 20 книг і брошур, серед них:
- Очерк химического состава табака и методов его химического исследования / ВСНХ. Ин-т опытного табаководства. — Краснодар, 1924. — 156 с.
- Химия табака и табачного сырья. — Краснодар, 1930. — 280 с. — («Союзтабак». Гос. ин-т табаковедения. Табаковедение; Т. 2).
- Химия табака и махорки. — М.; Л.: Пищепромиздат, 1938. — 542 с.
- Производство никотина и лимонной кислоты из махорочного сырья. — М.: Пищепромиздат, 1948. — 281 с.
- Труды 1913—1945 гг. — Т. 1–3. — М.: Пищепромиздат, 1950—1953. — Т. 1. — 371 с.; Т. 2. — 554 с.; Т. 3. — 775 с.

## Нагороди та премії
- Сталінська премія третього ступеня (1942) — за розробку способу отримання лимонної кислоти з махорочної сировини
- орден Трудового Червоного Прапора (1942)
- медаль

## Примітка
1. 1 2  Рихтер Я. А., Рихтер Т. Я. История ухода академика А.А. Рихтера из Института физиологии растений АН СССР, The History of Academician A.A. Richter Ousting from the Plant Physiology Institute USSR AS (RAS) // Историко-биологические исследования — 2017. — Т. 9, вып. 4. — С. 27–47. — ISSN 2076-8176; 2500-1221
2. ↑  Попова, 1960, с. 36.